# ناتاشا كلاود
ناتاشا كلاود (بالإنجليزية: Natasha Cloud)‏ مواليد 22 فبراير 1992 في بنسيلفانيا، هي لاعبة كرة سلة أمريكية. بدأت مسيرتها الاحترافية في سنة 2015. تم اختيارها من قبل فريق واشنطن ميستيكس خلال الدرافت. تحمل الرقم 15. يبلغ طولها 6 قدم 0 بوصة (1.8 م). لعبت مع واشنطن ميستيكس في الاتحاد الوطني لكرة السلة النسائية ونادي بشكتاش لكرة السلة للسيدات في الدوري التركي لكرة السلة للسيدات.

## روابط خارجية
- ناتاشا كلاود على موقع الاتحاد الوطني لكرة السلة النسائية (الإنجليزية)
- ناتاشا كلاود على موقع كرة السلة الأوروبية.كوم (الإنجليزية)
- ناتاشا كلاود على موقع كلية كرة السلة في سبورتس رفرنس.كوم (الإنجليزية)
- ناتاشا كلاود على موقع بروبوليرز (الإنجليزية)
- ناتاشا كلاود على موقع سبورتس رفرنس (الإنجليزية)